# Канал Гранде
Канал Гранде (итал. Canal Grande, вен. Canal Grando, „велики канал”) је канал у Венецији, на североистоку Италије. Он је најважнији коридор за транспорт на води у граду.
Један крај канала води до лагуне близу Железничке станице Санта Лучија, а други излази на језеро код дела града Сан Марко. Канал Гранде пролази кроз централне четврти Венеције у облику изврнутог слова S.  Дуг је 3,8 километра и широк 30 до 90 метара. Просечна дубина му је 5 метара. 

## Опис
На обалама Канала Гранде налази се преко 170 грађевина, од којих већина потиче из периода 13. до 18. века. Оне су сведочанство богатства и уметности које је створила Млетачка република. Венецијанске аристократске породице су трошиле огромне суме новца на раскошне палате, међу којима су: Палаци Барбаро, Ка Рецонико, Ка д'Оро, Палацо Дарио, Ка Фоскари, Палацо Барбариго и Палацо Венијер деи Леони, у којем је Колекција Пеги Гугенхајм. Најзначајнија црква на каналу је базилика Санта Марија дела Салуте. На каналу се сваке године одржава историјска регата. 
Већи део саобраћаја у граду се одвија дуж канала, тако да је до 19. века једини мост на каналу био Мост Ријалто. Данас постоје још три моста преко Канала Гранде. Традиционално, пешаци могу да пређу преко канала тако што стоје у гондолама које се зову трагето (итал. traghetto). 
Већина палата на каналу немају приступ тротоаром, тако да се њима може прићи само чамцем. 

### Архитектура палата и цркава на Каналу Гранде
Најстарији стил палата је венецијанско-византијски. Те палате су настале у 12. и 13. веку. Имају велике лође, са кружним или издуженим луковима, фасаде подељене у три сегмента и раскошно су украшене полихромним мермером. 

Венецијанска готика се развила касније, и то као раскошна готика. Примери овог стила су Дуждева палата и Ка д'Оро. За њу су карактеристични: танки стубови, вертикалност, значај осветљења и фасаде украшене разнобојном штукатуром.  
Почетком 15. века у Венецији се појављују ренесансни мотиви у архитектури (велики прозори, класични стубови). Пример овог стила је Палацо Дарио. 
Архитект Балдасаре Лонгена је 1631. почео изградњу барокне цркве Санта Марија дела Салуте, која је постала симбол Канала Гранде. Његови пројекти су и две раскошне палате: Ка Пезаро и Ка Рецонико. 
Иако је Венецијанска Република слабила у 16. и 17. веку, овај период је био период када су се највише градиле палате уз Канал Гранде. Република је тада дозвољавала богатим грађанским породицама да купе аристократски статус, а оне су онда градиле импресивне резиденције уз канал. 